# Serapion (Aleksandrowski)
Serapion, imię świeckie Stefan Siergiejewicz Aleksandrowski (ur. 11 lipca?/22 lipca 1747 w Aleksandrowskiej Słobodzie, zm. 2 września?/14 września 1824 w Kijowie) – rosyjski biskup prawosławny. 

## Życiorys
Był synem kapłana prawosławnego, kapelana żeńskiego monasteru Zaśnięcia Matki Bożej w Aleksandrowskiej Słobodzie. W wieku dwunastu lat rozpoczął naukę w niższych klasach seminarium duchownego przy Ławrze Troicko-Siergijewskiej, tam też nadano mu nazwisko Aleksandrowski. W 1770 ukończył naukę w klasie teologicznej i został zatrudniony jako wykładowca młodszych lat szkoły. 8 lutego 1771 złożył wieczyste śluby mnisze, od 1772 pracował w Moskiewskiej Akademii Duchownej. 10 marca 1775 otrzymał godność igumena i został przełożonym monasteru Podwyższenia Krzyża Pańskiego w Moskwie. Rok później został przeniesiony, w analogicznym charakterze, do monasteru Ikony Matki Bożej „Znak” w tym samym mieście. W 1779 został archimandrytą i przełożonym monasteru Objawienia Pańskiego w Moskwie. W 1785 powierzono mu ponadto stanowisko cenzora przy drukarni synodalnej w Moskwie, był również wykładowcą Moskiewskiej Akademii Duchownej. 
11 czerwca 1788 przyjął chirotonię biskupią i został wikariuszem eparchii moskiewskiej z tytułem biskupa dmitrowskiego, pozostając przy tym przełożonym monasteru Objawienia Pańskiego. Przez jedenaście lat był bliskim współpracownikiem metropolity moskiewskiego Platona. W 1799 carskim ukazem został powołany na eparchię kałuską jako pierwszy biskup od czasu jej utworzenia, jednak już po czterech dniach decyzja ta została zmieniona i Serapion (Aleksandrowski) został skierowany na katedrę kazańską. W Kazaniu duchowny nie prowadził działalności duszpasterskiej, ograniczając się do odprawiania obowiązkowych nabożeństw; najprawdopodobniej w ciągu czteroletniej pracy w Kazaniu nie wyświęcił żadnego nowego duchownego ani nie odbył żadnej podróży duszpasterskiej. Mimo to w 1803 Świątobliwy Synod Rządzący nadał mu godność metropolity, prawo stałego uczestnictwa w obradach Synodu i przeniósł na katedrę kijowską. W Kijowie reprezentował zupełnie inną postawę niż w poprzedniej eparchii, aktywnie wdrażając w życie koncepcje świeckich władz Rosji. Metropolitą kijowskim pozostawał do 1822, gdy odszedł w stan spoczynku na własne życzenie. Zmarł dwa lata później i został pochowany w soborze Mądrości Bożej w Kijowie. 
Autor szczegółowego dziennika, w którym przedstawiał wszystkie wydarzenia ze swojego codziennego życia.